# 扬·范德赖
扬·范德赖（德語：Jan Vandrey，1991年12月11日—），德国男子皮划艇运动员。他曾代表德国参加2016年夏季奥林匹克运动会皮划艇比赛，获得男子双人划艇1000米金牌。